# Mausoleopsis werneri
Mausoleopsis werneri är en skalbaggsart som beskrevs av Franz Antoine 1999. Mausoleopsis werneri ingår i släktet Mausoleopsis och familjen Cetoniidae. Inga underarter finns listade i Catalogue of Life.